# Port lotniczy Zhijiang
Port lotniczy Zhijiang (IATA: HJJ, ICAO: ZGCJ) – port lotniczy położony w Zhijiang, w prowincji Hunan, w Chińskiej Republice Ludowej.

## Linie lotnicze i połączenia
| Linia Lotnicza        | Kierunek                   |
| --------------------- | -------------------------- |
| Chang’an Airlines     | 1. Sanya 2. Xi’an          |
| China United Airlines | 1. Pekin-Daxing            |
| Donghai Airlines      | 1. Shenzhen 2. Taiyuan     |
| Kunming Airlines      | 1. Kunming 2. Nankin-Lukou |
| Loong Air             | 1. Hangzhou 2. Lijiang     |
| Tianjin Airlines      | 1. Haikou-Meilan 2. Xi’an  |